# Société anonyme des Charbonnages de la Chartreuse et Violette
Pour les articles homonymes, voir Chartreuse.

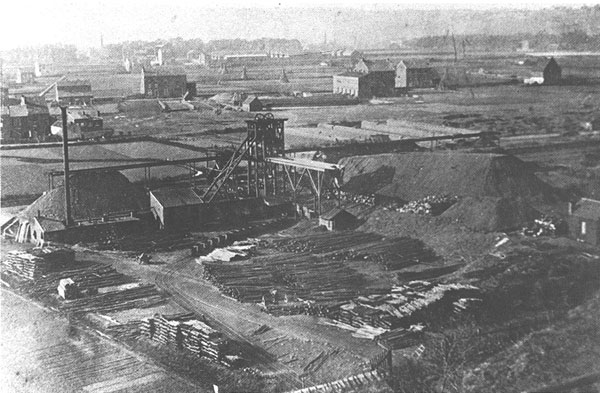
Un des puits de l'ancien Charbonnage de Chartreuse et Violette en 18753

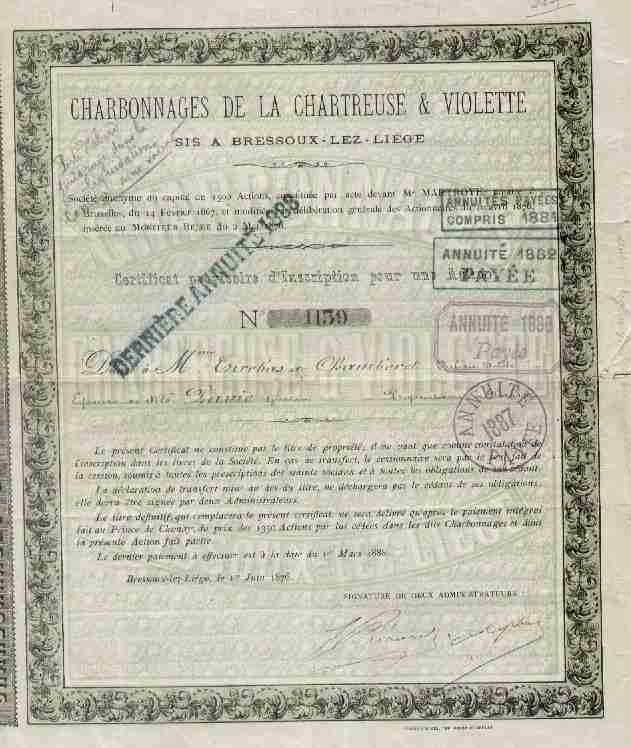
Certificat Provisoire d'Inscription pour une Action du Charbonnage de la Chartreuse et Violette de l'ancien Charbonnage de la Chartreuse et Violette en 1876

La Société anonyme des Charbonnages de la Chartreuse et Violette à Bressoux est une ancienne société charbonnière de la région de Liège, dont la concession se situait sur les territoires des anciennes communes de Liège, Bressoux, Wandre et Grivegnée, dorénavant entièrement Liège, en rive droite de la vallée de la Meuse,.
La première concession (environ 1.000 hectares) octroyée, qui voisinait notamment la concession de la Société anonyme des Charbonnages de Wérister à l'ouest, date de 1798. Une galerie horizontale de 1.480 mètres de long fut creusée pour l'exploiter, et deux puits furent réalisés : « Sainte Famille » (extraction), de 400 mètres de profondeur, et « Robermont » (aération), de 605 mètres de profondeur,. De nombreuses galeries passaient sous Amercœur, occasionnant divers dégâts.
Fondée au début du XIXe siècle, elle devint société anonyme en 1858. L'entreprise disparut fin du siècle.
Le sud de la concession ne fut pas reprise par l'une des grandes sociétés voisines. La partie nord de la concession, la Violette, fut reprise en 1899 par la Société anonyme des Charbonnages de la Bonne Espérance et Batterie.

## De nos jours
Il ne reste rien des différents sièges, sauf celui de la Violette qui fut repris par la Société anonyme des Charbonnages de la Bonne Espérance et Batterie. Le terril et diverses ruines des bâtiments, abandonnés en 1943, sont encore visibles à Jupille.
La galerie est fermée mais toujours largement étudiée pour son intérêt scientifique (faune et flore),.

## Géolocalisation approximative des anciens sites d'exploitation[1]
- Siège administratif : 
  - Chartreuse : 50° 37′ 57″ N, 5° 36′ 49″ E[11]
  - Trois sœurs : 50° 38′ 38″ N, 5° 35′ 46″ E[12]
  - Tunnel (entrée) : 50° 38′ 20″ N, 5° 35′ 53″ E
  - Violette : 50° 38′ 57″ N, 5° 38′ 14″ E

## Terrils[13],[14]
- Violette - 50° 38′ 59″ N, 5° 38′ 30″ E - (inexploité)

## Sources
- André De Bruyn, Anciennes Houillères de la région liégeoise, Liège, Dricot, 1988, 208 p. (ISBN 2-87095-058-6)
- Claude Gaier, Huit siècles de houillerie liégeoise, histoire des hommes et du charbon à Liège, Liège, Editions du Perron, 1988 (ISBN 2-87114-031-6)